# Monastère de Karakallou
Le monastère de Karakallou (en grec moderne : Καρακάλλου) est un des vingt monastères orthodoxes de la communauté monastique du mont Athos, dont il occupe la 11e place dans le classement hiérarchique.
Il est situé au sud-est de la péninsule, et est dédié aux saints apôtres Pierre et Paul, fête votive le 29 juin (12 juillet).
En 1990, il comptait 30 moines.

## Histoire
Le monastère a été fondé au XIe siècle.